# لانارکشر جنوبی
لانارکشر جنوبی (به انگلیسی: South Lanarkshire) یک شهرستان در بریتانیا است.
این شهرستان ۱٬۷۷۲ کیلومتر مربع مساحت و ۳۱۴٬۰۰۰ نفر جمعیت دارد.